# Panorama du Grand Canal pris d'un bateau
Panorama du Grand Canal pris d'un bateau és una pel·lícula muda francesa dirigida per Alexandre Promio, soci dels germans Lumière estrenada el 1896. Se'n conserven 46 segons.

## Sinopsi
La càmera està instal·lada a bord d'una góndola, el casc de la qual no es veu. Només es pot veure el Gran Canal i els edificis que el recorren, així com l'abundant trànsit d'aigua.

## Anàlisi
Alexandre Promio és un dels operadors formats per Louis Lumière, que la Société Lumière va enviar a tot el món des de 1896 per recuperar les vistes fotogràfiques animades, que era com els germans de Lió anomenaven els rodets de pel·lícules impressionats.

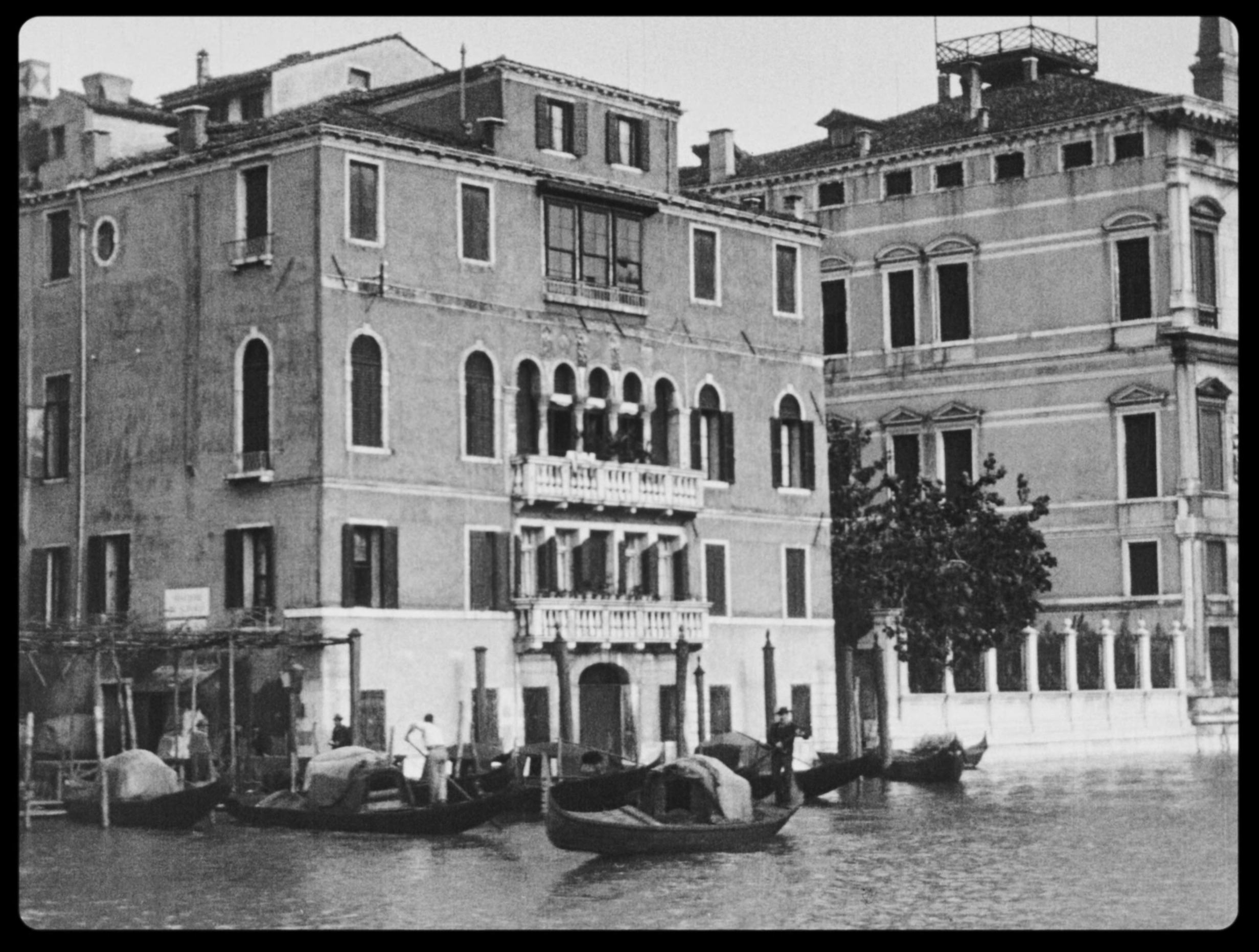
Tràveling lateral en un canal.

El 25 d'octubre de 1896 Promio és a Venècia i li ve al cap contemplar des d'una góndola avançant pel Gran Canal. Com que els Lumière eren uns patrons una mica irascibles, primer envia un telegrama perquè se li permeti fer aquest tipus de recomanacions oficials d'estabilitat de la imatge originals d'aquest tipus de rodatge, recomanades per Louis Lumière. Ell respon favorablement i Promio recupera el que és el primer tràveling lateral del cinema. Els Lumière bategen aquest efecte: "Panorama Lumière", que té un gran èxit entre periodistes i públic.